# 七浦路

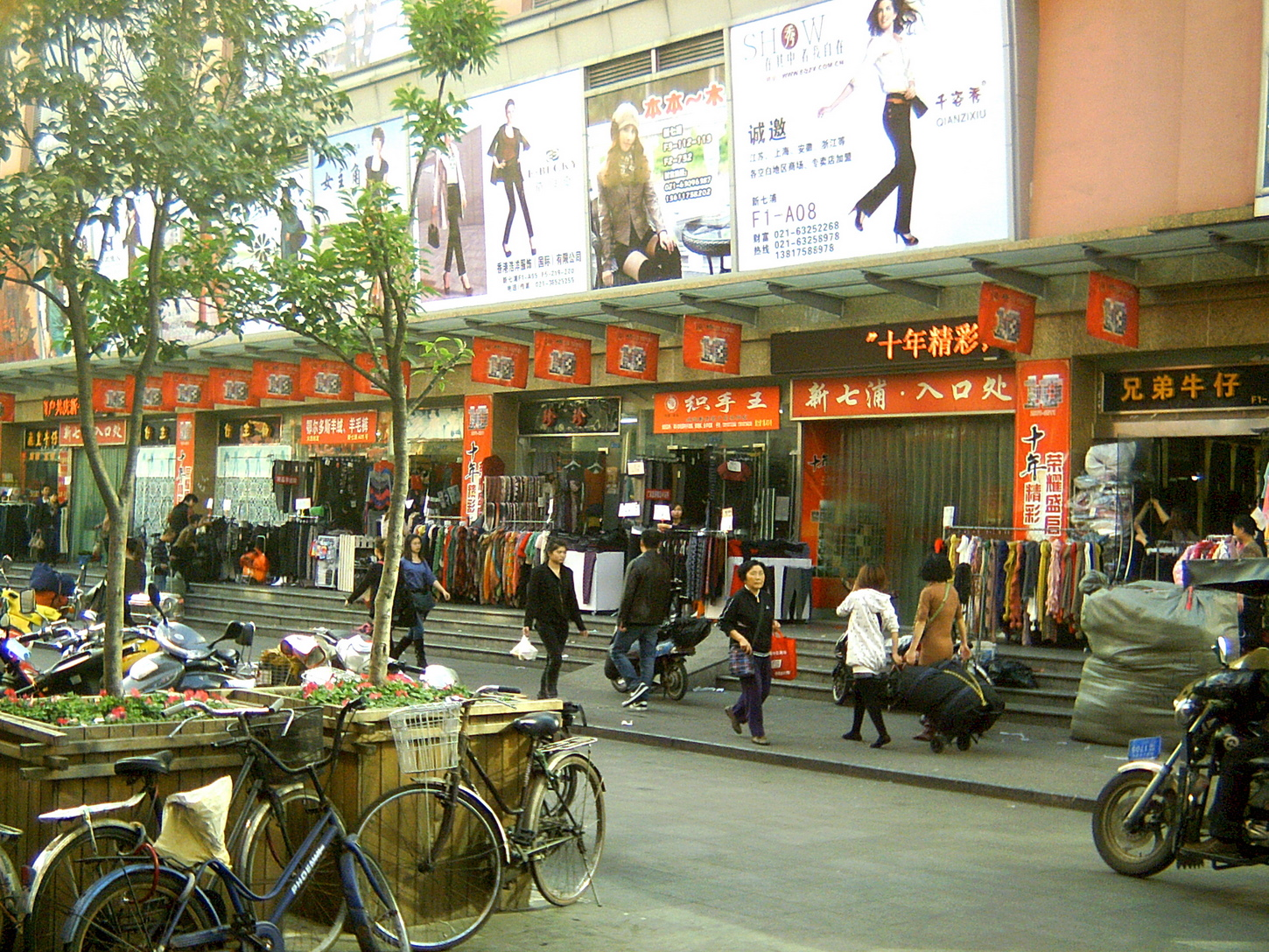
上海七浦路

七浦路是上海市一條以专门经营批发服饰為主的商業街，由于初时货物样式雷同，有人戏称为“七车间”。

## 街道歷史
1980年代兴起的七浦路，东起河南北路，西至浙江北路，另在山西北路上有一小段，直到天潼路为止。起初是1980年代中后期，有部分个体户在街边卖牛仔裤，并播放流行音乐以招揽客源，而逐渐兴旺。七浦路街市在1990年代中后期达到鼎盛，当时除了一楼的有店面的小店外，更吸引顾客的是那些简易支架和帆布搭起的小铺子，衣、裤、鞋、袜、裙子、内衣以及腰带等配饰应有尽有，售出的物品可以比一般商店便宜一半以上；而山西北路由于人流相对较少，一般经营熟女服饰、套装等。随着市场的兴旺，交通问题渐渐浮上台面。由于道路宽窄不一，最窄处仅可容三、四人并行；而每逢周末、节假日，街上顾客每每过万，特别是到此瓶颈处，人流、小贩的手推车、送货的三轮车并行争道，常常险象环生。
1990年代末，上海市人民政府出台整改计划，动迁周边居民，让店家逐步迁往新的商场。最先造好的商场位于七浦路与河南北路路口，然后逐步改造原七浦路商业街。因为公交车都在河南北路通行，改建后河南北路附近的商场人气更旺，并且带动了江西北路和武昌路上的街边小吃店。在2000年左右，一个旺铺的价格就要一百万元人民币左右。而七浦路较西侧的商场由于改造时间较晚，基础设施较完备，光线、空气都远优于老商场，有的店铺也有更衣间，其中已经出现定位中高档的自主品牌。

## 交会道路（东向西）
- 江西北路
- 河南北路
- 山西北路
- 福建北路
- 浙江北路
- 甘肃路
- 热河路